# PZL P.8
PZL P.8 (PZL P-8) – prototyp polskiego samolotu myśliwskiego konstrukcji inż. Zygmunta Puławskiego z rodziny myśliwców z polskim płatem (zwanym też płatem Puławskiego), opracowany i wyprodukowany w Państwowych Zakładach Lotniczych.

## Historia
Samolot PZL P.8 był kontynuacją koncepcji polskiego inżyniera i pilota Zygmunta Puławskiego, zrealizowanych wcześniej w postaci samolotu PZL P.1. Puławski pokładał duże nadzieje w samolotach z silnikiem rzędowym jako konstrukcjach bardziej aerodynamicznych od analogicznych płatowców z silnikiem gwiazdowym.
Pierwszy prototyp oblatano w 1931 r., a drugi, w którym zastosowano mocniejszy silnik, w 1932 r. W tym samym roku pierwszy prototyp wziął udział w Międzynarodowym Meetingu Lotniczym w Warszawie, drugi zaś wystawiono na Międzynarodowym Salonie Lotniczym w Paryżu. W 1931 r. inż. Puławski zginął w katastrofie lotniczej i projekt PZL P.8 stracił nie tylko konstruktora, ale i liczącego się promotora. To wydarzenie oraz fakt, że w Polsce nie planowano produkcji silników rzędowych, przesądziły o rezygnacji z produkcji PZL P.8 na rzecz myśliwców PZL P.11.
Wersja seryjna PZL P.8 (z wprowadzonymi niezbędnymi poprawkami) miała nosić oznaczenie PZL P.9, natomiast odmiana z mocniejszym silnikiem Rolls-Royce „Kestrel” o mocy 750 KM miała być oznaczona jako PZL P.10.

## Służba w lotnictwie
Samolot ten nigdy nie wyszedł poza stadium prototypu i tym samym nigdy nie trafił do produkcji oraz służby w lotnictwie.

## Opis techniczny
Całkowicie metalowy górnopłat zastrzałowy, skrzydło to tzw. „płat Puławskiego” lub „płat polski”. Podwozie samolotu klasyczne, dwukołowe, stałe z płozą ogonową. Kabina pilota jednomiejscowa, otwarta. Uzbrojenie stanowiły dwa karabiny maszynowe kal. 7,7 mm. Silnik rzędowy chłodzony wodą Hispano-Suiza 12Mc (640 KM) lub Lorraine-Dietrich 12H (675 KM).

## Wersje
- PZL P.8/I – samolot myśliwski, prototyp
- PZL P.8/II – samolot myśliwski, drugi prototyp (zastosowano mocniejszy silnik)
- PZL P.9 – samolot myśliwski, projekt wersji seryjnej PZL P.8
- PZL P.10 – samolot myśliwski, projekt wersji PZL P.8 z mocniejszym silnikiem.